# كلية أوروبا
كلية أوروبا (بالفرنسية: Collège d'Europe) هي مؤسسة جامعية مستقلة مقرها الرئيس مدينة بروج البلجيكية، وتختص بالدراسات الأوروبية على مستوى الدراسات العليا. أُسست سنة 1949 على أيدي عدد من الشخصيات الأوروبية البارزة من الآباء المؤسسين للاتحاد الأوروبي، أمثال ونستون تشرشل وألتشيدي دي غاسبيري وسلفادور دي مادارياغا، عقب مؤتمر لاهاي 1948، بهدف تعزيز «روح التضامن والتفاهم المشترك بين جميع أمم أوروبا الغربية، وتوفير تدريب للأشخاص الذين يدعمون هذه القيم» وكذلك «لتدريب نخبة من التنفيذيين من أجل أوروبا». تدار الكلية وفقًا للقانون البلجيكي كمؤسسة للنفع العام. وقد اتخذت الكلية منذ سنة 1993 حرمًا إضافيًا جديدًا في ناتولين ببولندا، يختص بشكل أكبر بدراسات وسط وشرق أوروبا.

## وصلات خارجية
- الموقع الرسمي للكلية